# 塞勒維爾 (愛荷華州)
塞勒維爾（英語：Saylorville）是位於美國愛荷華州波爾克縣的一個人口普查指定地區。

## 人口
根據2010年美國人口普查的數據，塞勒維爾的面積為18.23平方千米，當中陸地面積為18.23平方千米，而水域面積為0.00平方千米。當地共有人口3301人，而人口密度為每平方千米181.08人。